# Río Krishná
El río Krishná (en maratí: कृष्णा नदी; en kannada: ಕೃಷ್ಣಾ ನದಿ ; en telugú: కృష్ణా నది) es uno de los principales  ríos de la India, un río de la vertiente del golfo de Bengala que discurre por los estados de Maharashtra, Andhra Pradesh, Telangana y Karnataka.
Tiene una longitud aproximada de 1400 km (el 3.º del país), un caudal medio de  2213 m³/s y drena una amplia cuenca de 258 948 km² (la 6.º del país),  mayor que países como Guinea (77)  o Reino Unido (78) .

## Geografía
El río Krishná nace en las colinas de Mahabaleswar, en el estado de Maharashtra, atraviesa la ciudad de Sangli y desemboca en el golfo de Bengala en la ciudad de Hamasaladeevi en el estado de Andhra Pradesh. Además de los estados ya citados, el río Krishná atraviesa también el estado de Karnataka.
Uno de los principales afluentes del Krishná es el río Tungabhadra, formado a su vez por los ríos Tunga y Bhadra que nacen en la zona conocida como Ghats occidentales. El río cuenta con dos importantes presas, una en Srisailam y la otra en las colinas Nagarjuna. Esta última, conocida como Nagarjuna Sagar, es una de las mayores presas de toda Asia.
Como muchos de los ríos de la India, las orillas del Krishná están pobladas de templos. El de Sangli, dedicado al dios Ganesha es uno de los más hermosos. Cerca de esta ciudad se encuentran también diversos templos, destino de muchos peregrinos hinduistas.
Su largo recorrido por zonas altamente industrializadas ha provocado que el río sufra en los últimos años un alto índice de contaminación. A pesar de que en el 2001 el gobierno elaboró un plan para la conservación del Krisná, lo cierto es que el índice de contaminación del río no ha disminuido.

## Curso
El río Krishna nace en los Ghats occidentales, cerca de Mahabaleshwar, a una altitud de unos 1300 metros, en el estado de Maharashtra, en el centro de la India. Desde Mahabaleshwar fluye hasta la ciudad de Wai y sigue hacia el este hasta desembocar en el golfo de Bengala. El río Krishna atraviesa los estados indios de Maharashtra, Karnataka, Andhra Pradesh y Telangana. Tiene unos 1400 kilómetros (869,9 mi) de longitud, de los cuales 305 km (189,5 mi) fluyen en Maharashtra, 483 km (300,1 mi) en Karnataka y 612 km (380,3 mi) en Andhra Pradesh.

## Tributarios

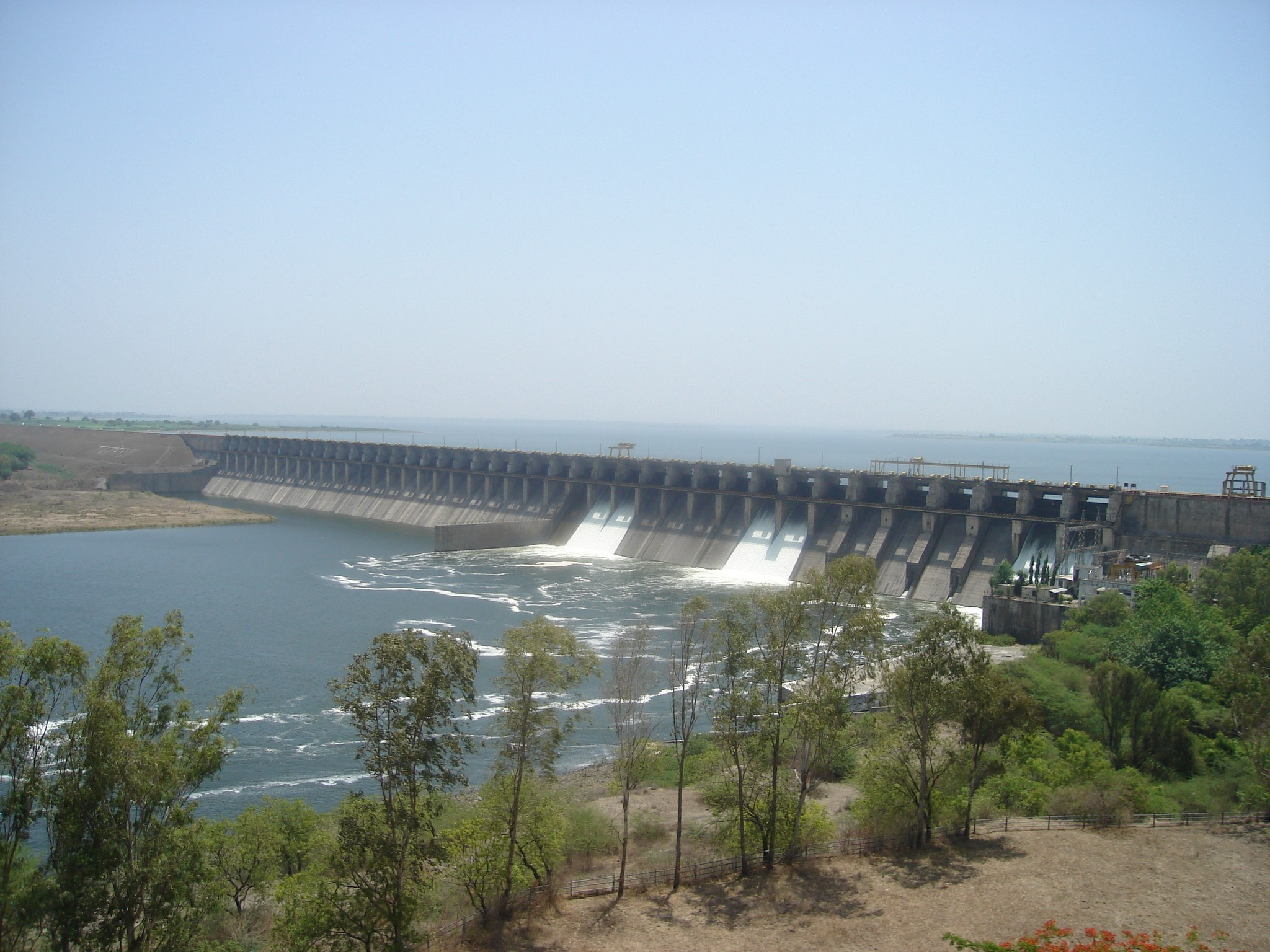
Vista panorámica de la presa de Ujjani o Bhima

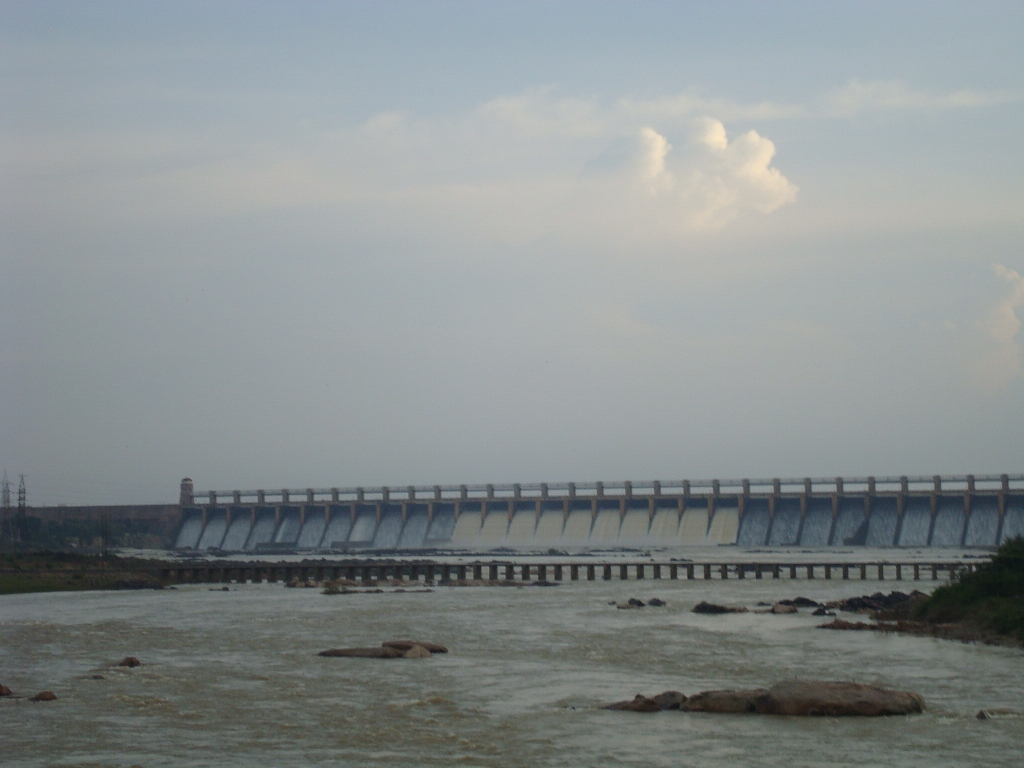
Presa Tungabhadra cerca de Hosapete

El río Krishna tiene 13 afluentes principales. Entre sus principales afluentes se encuentran el río Ghataprabha, el río Malaprabha, el río Bhima, el río Tungabhadra y el río Musi. El río Tungabhadra tiene una cuenca hidrográfica de 71,417 km² (27,6 mi²) y una longitud de 531 km (329,9 mi). El río Bhima es el afluente más largo del río Krishna. Tiene una longitud total de 861 km (535 mi) y una cuenca hidrográfica de 70,614 km² (27,3 mi²).
Tres afluentes Panchganga, Warna y Yerla confluyen con el río Krishna cerca de Sangli. Estos lugares se consideran muy sagrados. Se dice que el Señor Dattatreya pasó algunos de sus días en Audumber, a orillas del río Krishna.

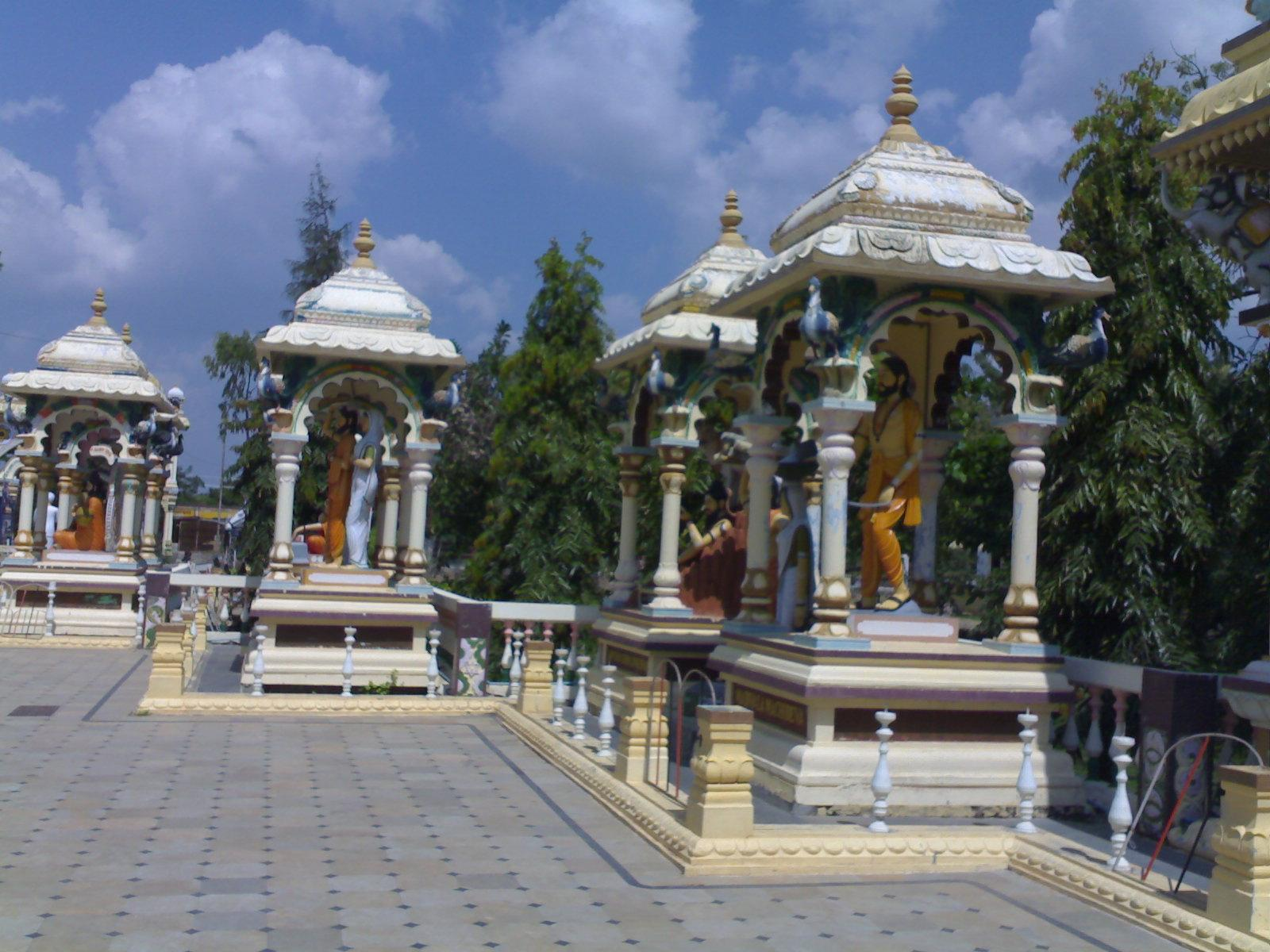
Kudalasangama, Norte de Karnataka

Kudalasangama (también escrito como Kudala Sangama) se encuentra a unos 15 kilómetros (9,3 mi) de la Presa de Almatti en el distrito de Bagalkot del estado de Karnataka. 
Aquí confluyen los ríos Krishna y Malaprabha. El Aikya Mantapa o el sagrado Samādhi' de Basava, el fundador de la secta Lingayat de la religión hindú junto con Linga, que se cree que nació de sí mismo (Swayambhu), está aquí y el río fluye hacia el este en dirección a Srisailam (otro centro de peregrinación) Andhra Pradesh.
Sangameswaram del distrito de Kurnool en Andhra Pradesh es un famoso centro de peregrinación para los hindúes donde los ríos Tungabhadra y Bhavanasi se unen al río Krishna. El templo de Sangameswaram está ahora ahogado en el embalse de Srisailam, y sólo es visible para los devotos durante el verano, cuando baja el nivel del agua del embalse.

## Cuenca del Krishna
La cuenca del Krishna se extiende sobre un área de 258 948 km² (99 979,9 mi²) que es casi el 8% del área geográfica total del país. Esta gran cuenca se encuentra en los estados de Karnataka (113.271 km²), Telangana, Andhra Pradesh (76.252 km²) y Maharashtra  (69.425 km²).
El río Krishna nace en los Ghats occidentales, a una altitud de aproximadamente 1337 m (4386,5 pies) justo al norte de Mahabaleshwar, aproximadamente 64 km (39,8 mi) del Mar Arábigo. Fluye durante aproximadamente 1400 km (869,9 mi) y desemboca en la Bahía de Bengala. Los principales afluentes que se unen a Krishna son el río Ghataprabha, el río Malaprabha, el río Bhima, el río Tungabhadra y el río Musi.
La mayor parte de esta cuenca comprende un terreno ondulado y ondulado, a excepción de la frontera occidental, que está formada por una línea ininterrumpida de los Ghats occidentales. Los tipos de suelos importantes que se encuentran en la cuenca son suelos negros, suelos rojos, laterita y suelos lateríticos, aluviales, suelos mixtos, suelos rojos y negros y suelos salinos y alcalinos.
En esta cuenca se ha evaluado un potencial hídrico superficial medio anual de 78,1 km³. De esta cantidad, 58,0 km³ son agua aprovechable. El área cultivable en la cuenca es aproximadamente 203 km² (78,4 mi²), que es 10.4% del área cultivable total del país. Como la disponibilidad de agua en el río Krishna se estaba volviendo inadecuada para satisfacer la demanda de agua, el río Godavari está conectado al río Krishna al encargar el canal de la margen derecha de Polavaram con la ayuda del esquema de elevación de Pattiseema en el año 2015 para aumentar la disponibilidad de agua para el Embalse Prakasam  en Andhra Pradesh. Los canales de irrigación de Prakasam Barrage forman parte del Vía fluvial nacional 4. El delta Krishana-Godavari conocido como "Granero de arroz de la India.

## Inundaciones
En agosto-septiembre de 2019, los distritos de Sangli, Satara y Kolhapur sufrieron enormes inundaciones que se cobraron la vida de aproximadamente 500 personas.
En octubre de 2009, se produjeron fuertes inundaciones que aislaron 350 pueblos y dejaron a millones de personas sin hogar, que se cree que es la primera que se produce en 1000 años. La inundación provocó graves daños en los distritos de Kurnool, Mahabubnagar, Guntur, Krishna y Nalagonda. Toda la ciudad de Kurnool quedó sumergida en aproximadamente 10 pies (3 m) agua durante casi 3 días.
Se registró una afluencia de agua de 1 110 000 cuft/s (31 431,6 m³/s) en el barril de Prakasam, que superó el anterior récord de 1 080 000 cuft/s (30 582,1 m³/s) registrado en el año 1903. El río Krishna es el segundo río de mayor caudal del este de la península. Las aguas de las crecidas de los ríos Krishna y Godavari pueden aprovecharse al máximo exportando agua a otros ríos peninsulares de flujo oriental hasta el río Vaigai en Tamil Nadu mediante la construcción de un embalse costero en la zona marítima del golfo de Bengala.

## Puentes

Panorama de la presa de Prakasam y los puentes ferroviarios sobre el Krishna, cerca de Vijayawada

El río Krishna está atravesado por varios puentes a lo largo de su curso, algunos de los cuales se enumeran a continuación.
- Puente Krishna, Wai, Maharashtra - Este puente, situado en la zona de Dharmpuri Peth de la ciudad de Wai, es uno de los más antiguos construidos por los británicos en la India. Atraviesa el Krishna en nueve kamans (arcos) y está hecho de roca negra. El puente sirve de marca de inundación (cuando el agua sube hasta el nivel de la carretera en el puente) para el pueblo "Waikar".
- Puente de Irwin, Sangli - Es uno de los puentes sobre el Krishna más antiguos, históricos y grandes construidos por los británicos. El puente de Irwin, construido en piedra rojiza, tiene dos pasos por los que se puede bajar al río en mitad de su distancia para contemplar el agua.
- Puente de Ankali, Sangli Maharashtra - Este puente es el principal enlace entre los distritos de Sangli y Kolhapur. En este punto hay tres puentes, uno de ferrocarril y dos de carretera. De los dos puentes de carretera, el que va en dirección a Miraj se construyó en el siglo XIX bajo la administración británica. Todavía está en funcionamiento. El puente ferroviario se construyó en la época del tendido del enlace ferroviario de Kolhapur a Pune. El contratista del puente ferroviario fue V. R. Ranade & Sons de Pune. La construcción de este puente de ferrocarril y alcantarillas en la ruta ferroviaria en la región cercana fueron construidos por ellos en el año 1882-84.
- Kudachi - Ugar Puente ferroviario construido por los británicos en 1891.
- Puente B. Soundatti, Raibag - Este es también uno de los puentes más antiguos construidos durante el dominio británico. Este puente conecta Maharashtra con el estado de Karnataka.
- Puente Tangadagi, Este es uno de los puentes más antiguos que conecta los distritos de Bijapur y Bagalkots de Karnataka. El templo de Dios Neelambika se encuentra en la orilla del río Krishna.
- Puente Chikkapadasalagi, es uno de los puentes más antiguos construidos en la época británica conecta jamakhandi y vijayapur,
- Puente Jambagi, Jamkhandi : Puente de reciente construcción conecta Athani , Bijapur y Jamkhandi.
- Puente Galagali de Galagali pueblo, Bagalkot: puente muy importante que conecta muchas ciudades y pueblos de los distritos de Bagalkot y Vijayapur.
- El puente de Krishna, cerca de Shakti Nagar, distrito de Raichur, se construyó en memoria del viaje que realizó Nawab Javvadjaha Bahadur, príncipe de Hyderabad, a Raichur a principios del siglo XX. El puente recibió el nombre del príncipe como Sirat-e-joodi. Se empezó a construir en 1933 y se terminó en 1943.[14]

En octubre de 2009, se produjeron fuertes inundaciones que aislaron 350 pueblos y dejaron a millones de personas sin hogar, que se cree fue la primera en 1000 años. La inundación causó graves daños en los distritos de Kurnool, Mahabubnagar, Guntur, Krishna y Nalagonda. Toda la ciudad de Kurnool quedó sumergida en aproximadamente 10 pies (3 m) de agua durante casi 3 días.
Se registró una entrada de agua de 1 110 000 cuft/s (31 431,6 m³/s) en el barranco de Prakasam, que superó el récord anterior de 1 080 000 cuft/s (30 582,1 m³/s) registrado en el año 1903. El río Krishna es el segundo más caudaloso de la península que fluye hacia el este. Las aguas de crecida de los ríos Krishna y Godavari pueden aprovecharse al máximo exportando agua a otros ríos peninsulares que fluyen hacia el este hasta el río Vaigai en Tamil Nadu mediante la construcción de un embalse costero en la zona marítima del golfo de Bengala.

## Mitología
Según la mitología hinduista, el dios Brahmá realizó un ritual religioso con su segunda esposa Gáiatri cerca de las montañas Sajiadri ya que su primera esposa Saraswati no podía llegar a tiempo. Al enterarse de ello, Saraswati entró en cólera. Ordenó a todos los que habían estado presentes, Vishnú, Shivá y otros dioses, que se convirtieran en ríos. Visnú se convirtió en el río Krishná, Shivá en el río Veni y Brahmá en el río Kumudmati. El resto de los presentes se convirtieron en los diversos arroyos que nacen en los Ghats occidentales.
Cada doce años se celebra el festival del río conocido como Pushkarams. Durante el periodo de duración el festival, los fieles realizan diversas ofrendas para conseguir que sus antepasados fallecidos alcancen el cielo.

## Lugares y templos

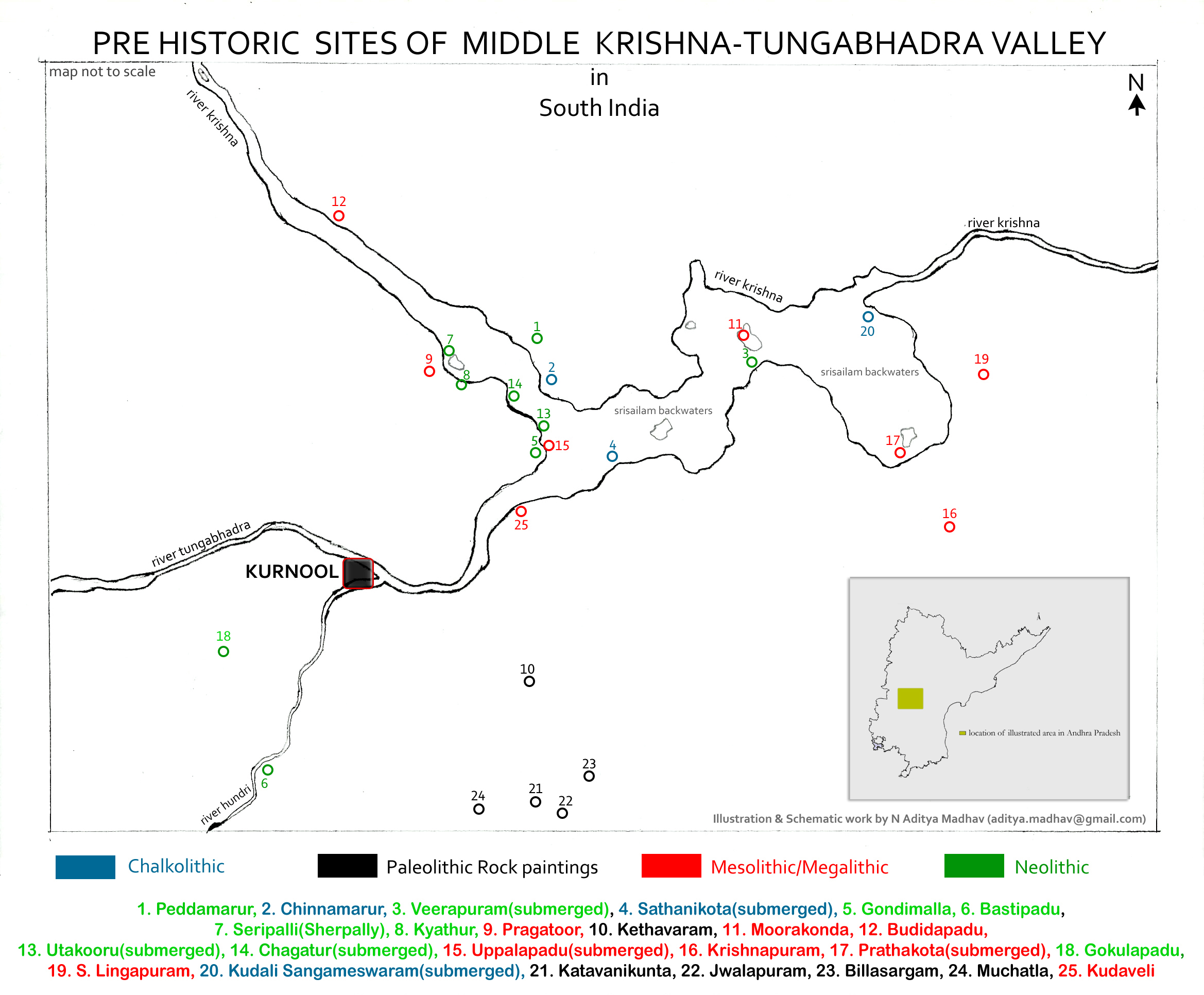
Sitios prehistóricos del Krishna medio-Tungabhadra Valle de Telangana, Andhra Pradesh.

Este río es venerado por los hindúes como sagrado. También se cree que el río elimina todos los pecados de las personas al tomar un baño en este río. El centro de atracción es la feria Krishna Pushkaram que se celebra una vez cada doce años a orillas del río Krishna. Hay muchos lugares de peregrinación en Maharashtra, Karnataka, Telangana y Andhra Pradesh en el curso del río.
El primer lugar sagrado en el río Krishna está en Wai, conocido por el Mahaganpati Mandir y el templo Kashivishweshwar. Cuenta con siete ghats a lo largo del río. En las orillas del Krishna, en Narsobawadi y en Audumbar, cerca de Sangli, se encuentran templos como el de Dattadeva, venerado por los habitantes de Maharashtra. Yadur es uno de los importantes lugares sagrados de Karnataka que se encuentra en la orilla del Krishna. El templo de Veerabhadra es un templo famoso. Muchos devotos visitan este lugar desde Maharashtra y Andhra Pradesh. También, situado en la orilla del río Krishna está el templo de Shiva Sangameshwar en Haripur. Algunos de los otros templos son el Templo de Kanaka Durga en Vijayawada, el templo de Ramling cerca de Sangli, Mallikarjuna Jyotirlinga (Srisailam), Templo de Amareshwara Swamy, Templo de Vedadri Narasimha, el templo de Vadapalli en Nalgonda, el templo de Dattadeva y los templos de Sangameshwara Shiva en Alampur y Gadwal en Telangana. 
La ciudad de Bhilawadi en Maharashtra tiene una gran estructura de piedra construida a lo largo de la orilla del río Krishna, también conocida como Krishna Ghat. Esta estructura también incluye un templo grande y otro pequeño construidos en medio del río. Se cree que esta estructura fue construida en 1779.